# Biering (Tittmoning)
Biering ist ein Gemeindeteil der Stadt Tittmoning im oberbayerischen Landkreis Traunstein. Die Einöde liegt circa eineinhalb Kilometer westlich von Tittmoning.

## Baudenkmäler
Siehe: Liste der Baudenkmäler in Biering